# Takahito Soma
Takahito Soma (相馬 崇人 Soma Takahito?), född 10 december 1981 i Kanagawa prefektur, är en japansk fotbollsspelare.
Soma började sin karriär 2003 i Tokyo Verdy. Med Tokyo Verdy vann han japanska cupen 2004. 2006 flyttade han till Urawa Reds. Med Urawa Reds vann han AFC Champions League 2007, japanska ligan 2006 och japanska cupen 2006. Efter Urawa Reds spelade han för CS Marítimo, FC Energie Cottbus och Vissel Kobe. Han avslutade karriären 2016.